# Mezalocha
Mezalocha es un municipio y localidad española de la provincia de Zaragoza, en la comunidad autónoma de Aragón. El término municipal, ubicado en la comarca del Campo de Cariñena,  tiene una población de 206 habitantes (INE 2024).

## Geografía
El municipio tiene un área de 60,64 km². Está situado en un monte sobre un barranco en la ribera izquierda del río Huerva. Aguas arriba existe una depresión rocosa donde se encuentra el embalse de Mezalocha, construido a principios del siglo XX. Entre Jaulín y Mezalocha existen materiales rocosos de edad mesozóica erosionados con topografía plana y de la misma altura que las calizas de Muel, que representan una superficie de erosión de finales de la Era Terciaria.
El término municipal incluye la localidad de Aylés.
A mediados del siglo XIX, el lugar tenía contabilizada una población de 389 habitantes. Aparece descrito en el decimoprimer volumen del Diccionario geográfico-estadístico-histórico de España y sus posesiones de Ultramar de Pascual Madoz de la siguiente manera:

MEZALOCHA: l. con ayunt. de la prov., aud. terr., y dióc. de Zaragoza (5 leg.), c. g. de Aragon, part. jud. de La Almunia (4). sit. en la ribera izq. del r. Huerba, combatido por los vientos del N.; su clima algo desigual, aunque saludable. Tiene 60 casas, que forman una calle y una plaza; casa de ayunt., cárcel, escuela de niños dotada con 1,700 rs., igl. parr. (San Miguel Arcángel), de entrada, servida por un cura de patronato del cabildo metropolitano de Zaragoza; una ermita en el pueblo dedicada á San Antonio de Padua, y un cementerio estramuros hacia el N. Confina el térm. por N. con el de Muel; E. Jaulin; S. Villanueva de la Huerba (part. jud. de Belchite), y O. Longares y Alfamen: su estension es de 1/2 leg. de N. á S., y una de E. á O. En su radio se encuentra la pardina de Avilés (V.); algunos montes con pastos para ganado lanar, canteras de yeso y una deh. de propios de 1/4 leg. de estension. El terreno es generalmente escabroso, secano y de inferior calidad; una pequeña parte se fertiliza con las aguas del r. Huerba, en cuyo cáuce hubo un pantano por una grande avenida hará como unos 64 años. Los caminos dirigen á los pueblos confinantes. El correo se recibe de Muel por balijero 3 veces á la semana. prod.: trigo, cebada, vino y legumbres; mantiene ganado lanar. ind.: la agrícola. pobl.: 82 vec., 389 almas. cap. prod.: 1.508,328 rs. imp.: 95,400. contr.: 18,715.
(Madoz, 1848, p. 398)

## Demografía
Mezalocha cuenta con una población de 206 habitantes (INE 2024).
| Gráfica de evolución demográfica de Mezalocha entre 1842 y 2021 |
| |
| Población de derecho según los censos de población del INE Población de hecho según los censos de población del INEEn este censo se denominaba Mezalocha y Ailés: 1842 |

## Administración y política
| Periodo   | Nombre                     | Partido | Partido                                            |
| --------- | -------------------------- | ------- | -------------------------------------------------- |
| 1979-1987 | Fidel Palacios Oseñalde    |         | Partido Aragonés (PAR)                             |
| 1987-1991 | Ángel Pérez Lostal         |         | Partido de los Socialistas de Aragón (PSOE-Aragón) |
| 1991-1995 | María Pilar Lostal Navarro |         | Partido Aragonés (PAR)                             |
| 1995-1999 | Mariano Navarro Lombarte   |         | Partido Aragonés (PAR)                             |
| 1999-2003 | Ricardo Ansón Aliaga       |         | Partido Aragonés (PAR)                             |
| 2003-2011 | José María Ansón Navarro   |         | Partido Popular de Aragón (PP)                     |
| 2011-2014 | María Antonia Ansón Ansón  |         | Partido Popular de Aragón (PP)                     |
| 2014-2015 | María Asunción Ansón Pérez |         | Partido Popular de Aragón (PP)                     |
| 2015-2019 | Yolanda Martínez Muñoz     |         | Partido Aragonés (PAR)                             |
| 2019-2023 | Yolanda Martínez Muñoz     |         | Ciudadanos (Cs)                                    |

| Partido político    | Partido político                                   | 2003   | 2007   | 2011   | 2015   | 2019   | 2023   |
| Partido político    | Partido político                                   | Ediles | Ediles | Ediles | Ediles | Ediles | Ediles |
|                     | Partido de los Socialistas de Aragón (PSOE-Aragón) | 1      | 1      | 1      | 2      | 1      | 1      |
|                     | Partido Popular de Aragón (PP)                     | 4      | 5      | 3      | 1      | 0      | 0      |
|                     | Partido Aragonés (PAR)                             | 2      | 1      | 1      | 2      | 4      | —      |
|                     | Ciudadanos (CS)                                    | —      | —      | —      | —      | —      | 4      |
|                     | Chunta Aragonesista (CHA)                          | —      | —      | 0      | 0      | 0      | 0      |
|                     | Izquierda Unida (IU)                               | —      | —      | 0      | —      | —      | —      |
| Total de concejales | Total de concejales                                | 7      | 7      | 5      | 5      | 5      | 5      |

## Patrimonio

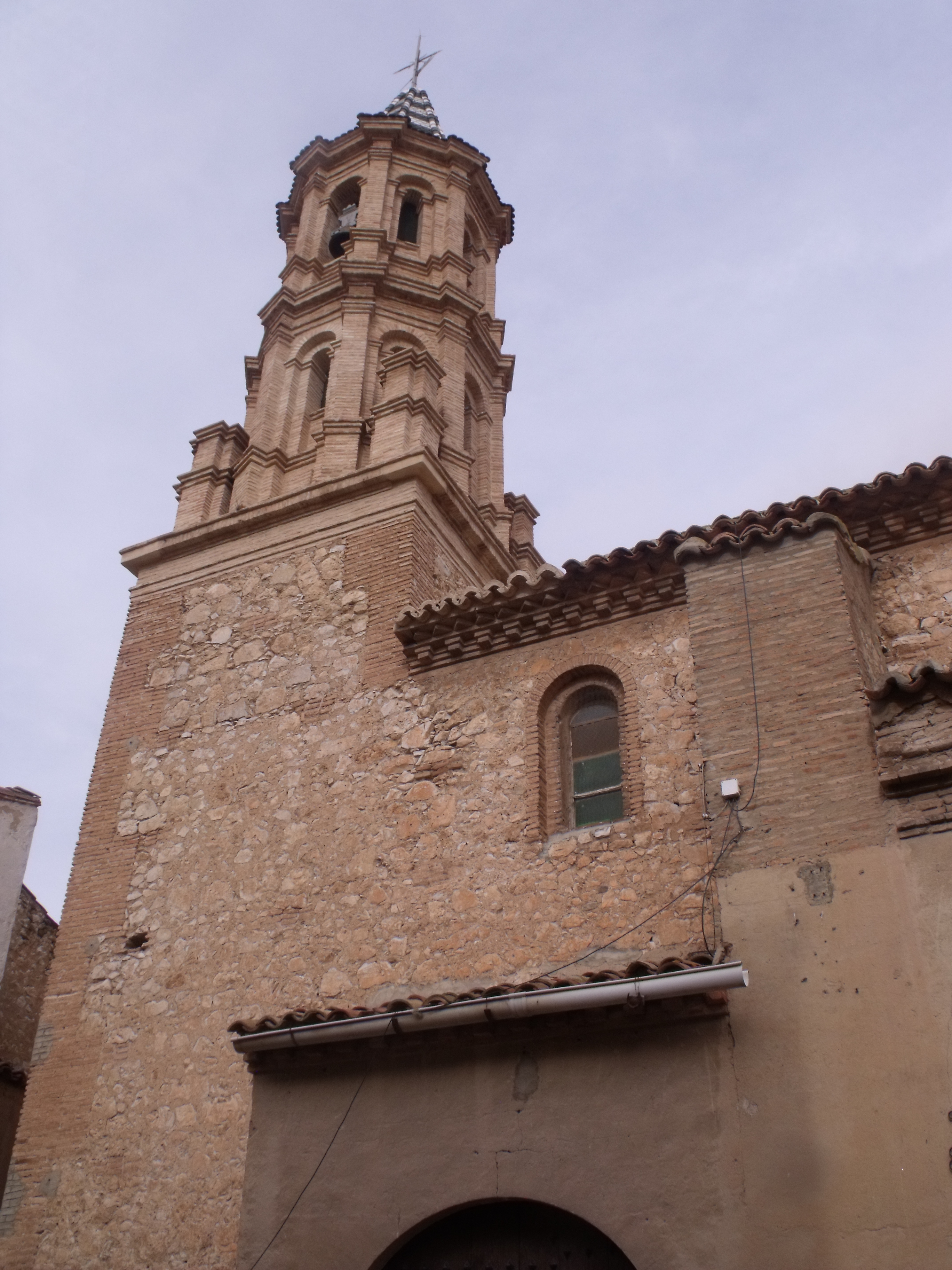
Iglesia de San Miguel

En la localidad hay una iglesia bajo la advocación de San Miguel Arcángel.

## Fiestas
- San Antonio, 13 de junio
- San Agustín, 28 de agosto (fiestas patronales).
- San Miguel, 29 de septiembre.